# Who See
Who See, aussi connu sous le nom de Who See Klapa, est un groupe de Hip-hop monténégrin, originaire de Kotor. Il est composé de Dedduh (Dejan Dedović) et Noyz (Mario Đorđević).

## Biographie
En 2008, Who See joue au Refresh Festival dans la catégorie hip-hop le jour de l'ouverture du festival, le 7 août la même année. Ils ouvrent à la discothèque Maximus, leur première apparition programmé à minuit heure locale. Leur performance n'est pas un grand succès, mais réussissent à chauffer la salle pour leur collègue serbe Marčelo, programmé une heure après Who See.
Pendant leur temps libre, Dedduh et Noyz s'occupent de chansons en solo. Dedduh enregistre le single Kakav ćemo refren?, avec le rappeur serbe Ajs Nigrutin. Noyz enregistre, de son côté, Niđe hedova masnija, avec Ajs Nigrutin et Timbe.
En décembre 2012, ils sont choisis, accompagnés de la chanteuse Nina Žižić, pour représenter le Monténégro au Concours Eurovision de la chanson 2013 à Malmö, en Suède avec la chanson Igranka (Fête),,. 

## Albums studio
- 2006 : Sviranje kupcu
- 2012 : Krš i drača

### Singles
- 2007 : S kintom tanki (de l'album Sviranje kupcu)
- 2007 : Pješke polako (de l'album Sviranje kupcu)
- 2008 : Put pasat (de l'album Sviranje kupcu)
- 2009 : Kad se sjetim (de l'album Krš i Drača)
- 2010 : Rođen srećan (Born Lucky) – featuring Wikluh Sky, Rhino, et Labia (de l'album Krš i Drača)
- Koji sam ja meni kralj (compilation Balkan Zoo)

### Chansons solo de Dedduh
- Kakav ćemo refren? – avec Ajs Nigrutin
- Nisi sa mnom – featuring Labia
- Ako ćeš betlat – featuring Labia
- Rep s primorija – featuring Barska Stoka
- Robinja
- Balkan brdo tvrdo (2008)
- Brm, Brm – avec Sever (2009)
- Skoro Svi – avec naVAMga (2010)